# Пао (самоуправляемая зона)
Пао (бирм. ပအိုဝ့် ကိုယ်ပိုင်အုပ်ချုပ်ခွင့်ရ ဒေသ pəʔo̰ kòbàɪɴ ʔoʊʔtɕʰoʊʔ kʰwɪ̰ɴja̰ dèθa̰) — самоуправляемая зона в штате Шан (национальный округ) Мьянмы, где проживают одноимённая народность пао. Самоуправляемая зона делится на 3 уезда с центрами в городках Намлонг, Хопон и Hsi Hseng.
Создана в 2008 году. Административный центр — Намсан.